# Demetri II d'Abkhàzia
Demetri II d'Abkhàzia (en georgià დიმიტრი, Dimitri II) fou un rei d'Abkhàzia de la dinastia dels Antxabàdzides que va regnar del 836/837 al 871/872 segons Cyril Toumanoff o del 855 al 864 segons la hipòtesi de Christian Settipani.
El Divan dels reis d'Abkhàzia indica que era fill de Lleó II d'Abkhàzia i li atribueix un regnat de 36 anys, massa llarg per entrar sense problemes en la cronologia global dels reis d'Abkhàzia. Christian Settipani emet la hipòtesi que aquest regnat es divideix de fet en dos períodes: 29 anys com a pretendent contra el seu germà Teodosi II d'Abkhàzia i 9 anys (855-864) com a rei efectiu. L'autor del Divan dels reis d'Abkhàzia, l'objectiu del qual era proclamar la legitimitat de Bagrat III l'unificador de Geòrgia, el descendent directe de Demetri II, hauria lògicament amagat aquesta situació.
La Cronica georgiana només esmenta incidentalment a Demetri II, del que diu que era fill de Lleó (II) i germà de Teodosi i que va tenir com a successor al seu germà Jordi I d'Abkhàzia. Demetri II va deixar dos fills, Tinin, eristav a Txikha mort vers 871/877, i Bagrat I d'Abkhàzia.